# Hydriomena goodsoni
Hydriomena goodsoni là một loài bướm đêm trong họ Geometridae.